# Agostino Fantastici

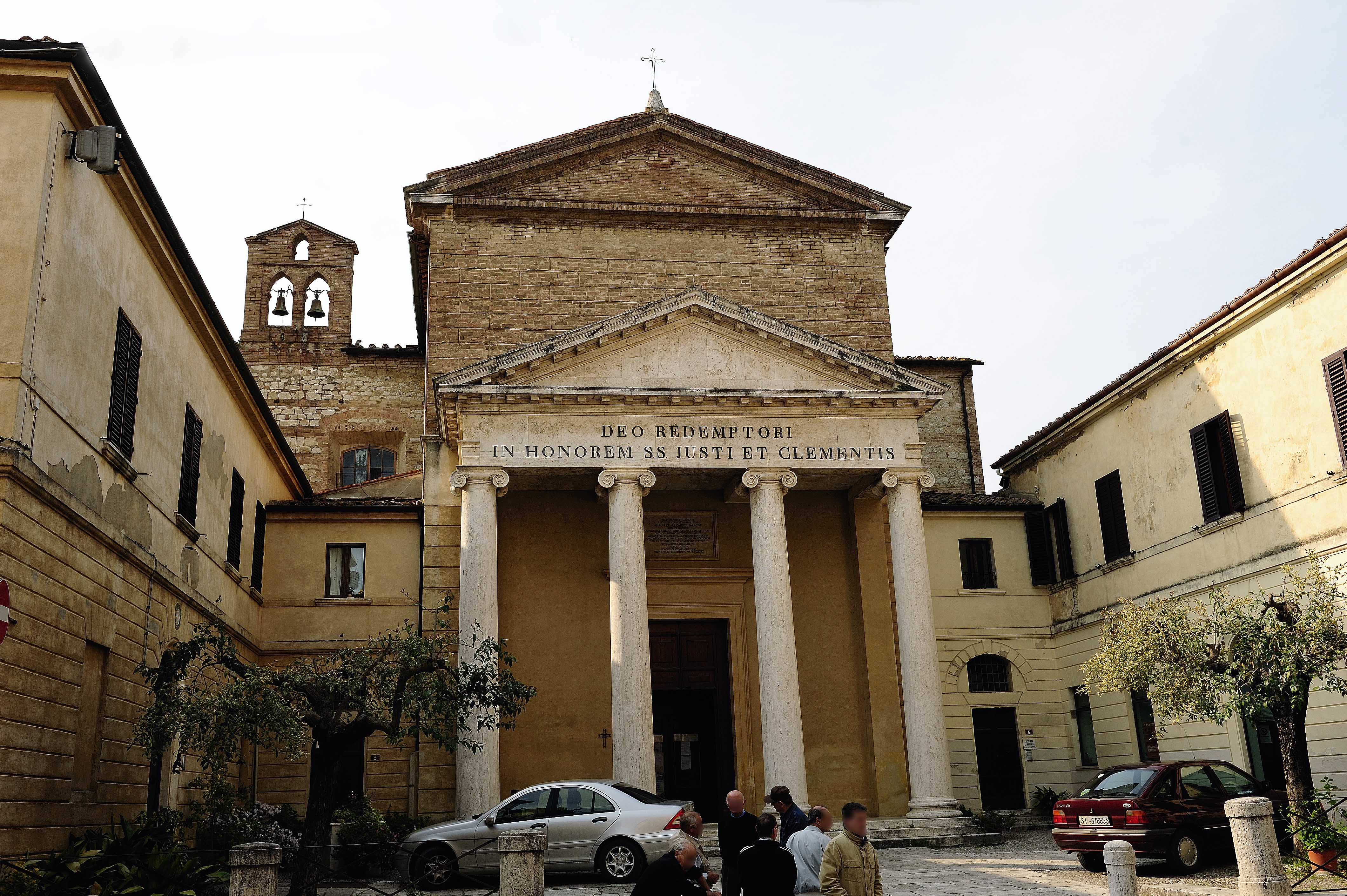
Propositura dei Santi Giusto e Clemente di Castelnuovo Berardenga (1843-1846)

Agostino Fantastici (Siena, 30 settembre 1782 – Siena, 24 luglio 1845) è stato un architetto, scenografo e arredatore italiano, tra i più importanti esponenti della cultura neoclassica in Toscana.

## Biografia
Nacque il 30 Settembre 1782, da Bernardino del già Agostino, della Cura di San Pellegrino a Siena e da Margherita Boddi. Acquisì le prime nozioni di architettura dal padre, docente di matematica all'Università di Siena e ingegnere idraulico.
Si formò prima a Siena e poi a Roma, e fu attivo sia durante l'occupazione francese sia, soprattutto, nel periodo della Restaurazione.
La sua opera è molto vasta e comprende numerosi interventi principalmente in territorio senese. Nei primi anni di attività si ricordano il carcere nell'ex convento di Santa Marta (1811); la trasformazione in Liceo del convento di Sant'Agostino (1811); la chiesa di San Salvatore (1812-1832); i lavori a Palazzo Griffoli a Lucignano (1815-1818); la nuova tribuna per la chiesa dello Spedale di Santa Maria della Scala (1815-1818); il Duomo di Montalcino (1817-1832), suo capolavoro come edificio sacro, e la facciata del Duomo di Colle di Val d'Elsa; il portico e lo scalone del Convitto Tolomei a Sant'Agostino (1818, con Francesco Paccagnini).
A Siena intervenne anche al Teatro dei Rinnovati (1832), al Teatro dei Rozzi, al Duomo, e progettò inoltre ponti, dighe, steccati e pescaie; lavorò negli anni venti dell'Ottocento alla chiesa di San Giuseppe, dove fece una nuova cantoria, alla chiesa di San Leonardo, al cupolino della chiesa dei Santi Pietro e Paolo, alla Macchina del Santo Sepolcro e gli arredi per la chiesa di Santa Maria in Provenzano, alla chiesa di San Pietro alla Magione.
Tra le opere di architettura residenziale, progettò la facciata di Palazzo Pozzesi (1823), l'ammodernamento di Palazzo Puccioni, di Palazzo Staderini, di Palazzo Brancadori (1828) e del Casino dei Borghesi (1825), il giardino della Villa di Scorgiano e quello della Casa Malavolti, l'ampliamento e la scala interna della Villa Spannocchi, la Villa Il Pavone (1825-1828) per la quale disegnò anche gli arredi in stile impero.
Curò anche gli arredi della botteghe Croci, Cioli e Cipriani e del Caffè Bottegone (1820-1824) e la nuova Sala degli Esami per l'Università di Siena, del 1828. Lo stesso anno restaurò la Pieve di Fogliano e vi realizzò una nuova canonica.
Negli anni trenta progettò la cappella nella Villa Finetti di Malignano (1831), il già citato Teatro dei Rinnovati, la cappella di Sestano e i locali dell'Accademia dei Rozzi, e prestò la sua opera anche al Palazzo Piccolomini Bandini, a Palazzo Sozzini-Malavolti, alla Villa Chigi Saracini a Castelnuovo Berardenga, alla Villa Arceno e alla Villa Piccolomini Clementini di Solaia (1834-1835), a Ville Ercolani, alla chiesa di Santa Maria Maddalena (nuova facciata, 1839).
Nel decennio successivo prestò la sua opera presso il Palazzo dei Conti d'Elci (1840), nella cappella di Villa Tancredi Savini, nella Villa Sergardi di Torre Fiorentina (1842), nella Villa Spannocchi a Marciano (1842), nella Propositura dei Santi Giusto e Clemente di Castelnuovo Berardenga (1843-1846) con pianta croce greca preceduta da un pronao ionico.
Tra gli scritti fece pubblicare un Vocabolario di Architettura e di un Corso di Geometria e di Architettura Civile.